# مكسة
مكسة هي إحدى القرى اللبنانية من قرى قضاء زحلة في محافظة البقاع.